# 貓眼 (交通)

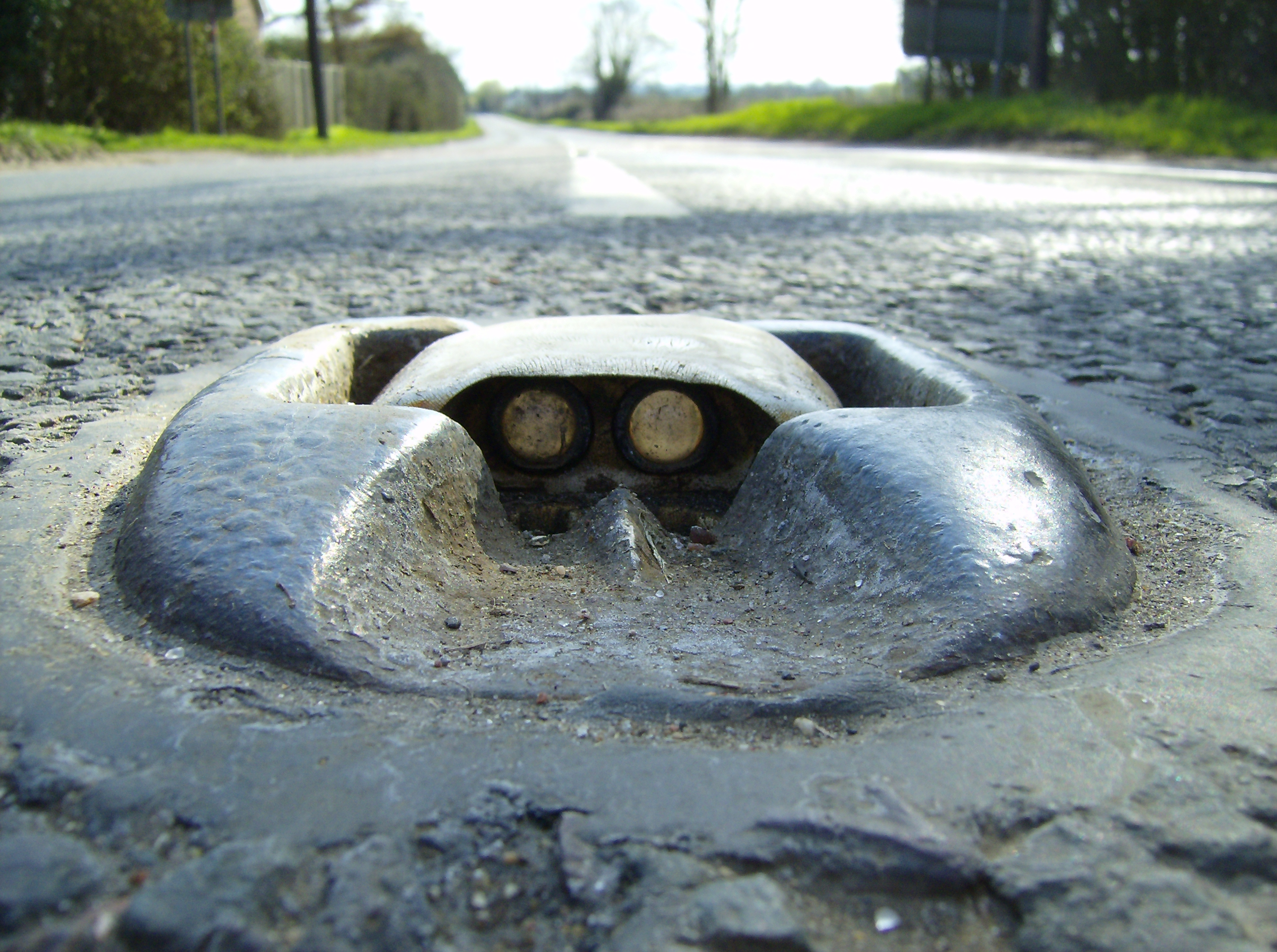
英国式猫眼配置的反射球面区域

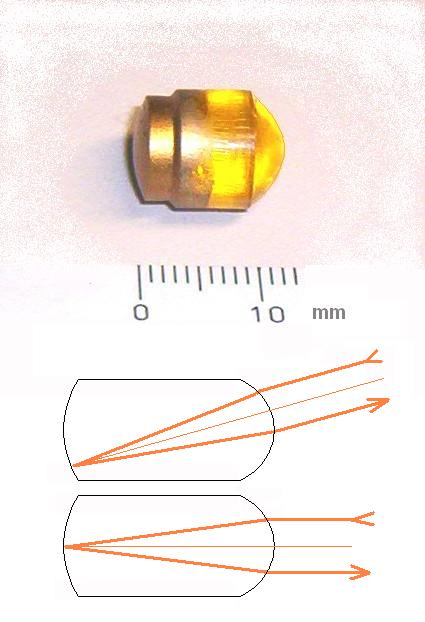
猫眼装置的玻璃体构造与工作原理，其背面为镜面塗层。

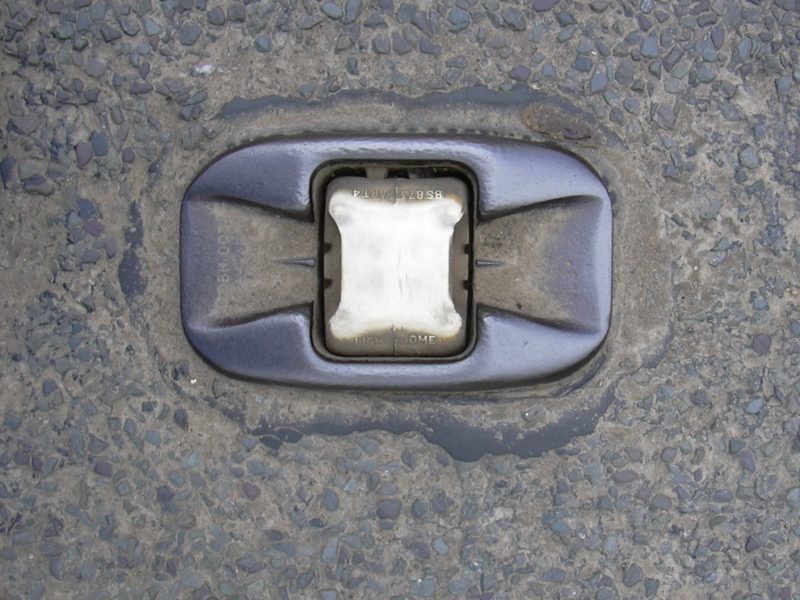
双向式猫眼为发明者珀西·肖的原始设计，用于标记道路中心线。

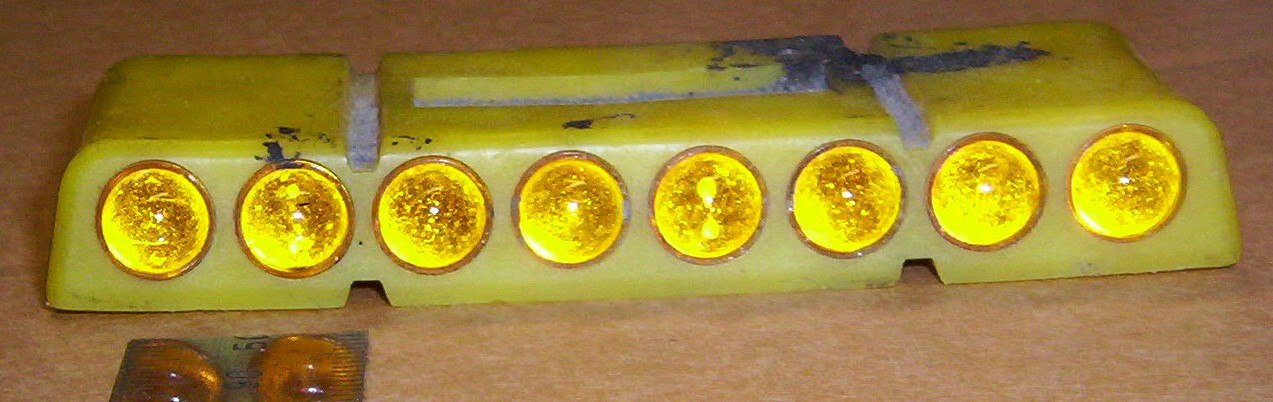
德国后置式黃色猫眼道路工程

猫眼是一个具有反光特性的道路标记安全装置，也是首批隆起型路标之一。1933年其起源于英国，如今在全世界范围广泛使用
猫眼的最初形态，是在铸铁壳体中，安装一个白色橡胶拱顶，下嵌两对反光作用的玻璃球。这种双向式设计用于标示道路的中心线，每对猫眼分别指示一个方向。各色的单向式猫眼也被广泛应用于标示道路边沿与行道分隔线。猫眼在雾天的作用尤为显著，同时大大降低了除雪对路基的损害。
猫眼的一个主要特性是其具有弹性的橡胶拱顶在受到通行车辆碾压时会变形。固定的橡胶部件会在拱顶沉降到路面以下时，清洁反光体表面（通常底座在雨后的积水，使这一清洁过程更有效）。金属“镶边”保护橡胶拱顶免受冲撞损坏，同时也给偏离车道的驾驶人触觉和听觉的感知。
「猫眼」的发明者为英国西约克郡哈利法克斯布席镇的珀西·肖。起因是当安布勒索恩（Ambler Thorn）郊区附近的电车轨道被拆除后，肖才意识到以前一直使用其磨光的钢条来为驾驶导航。“猫眼”的命名源于肖从猫的眼耀反光中获得的灵感。1934年，肖为该发明申请专利（专利号436,290 （页面存档备份，存于）和457,536 （页面存档备份，存于）），并于1935年3月15日在哈利法克斯（Halifax, West Yorkshire）成立反光路苞有限公司（Reflecting Roadstuds Limited）开始大批量生产猫眼。Catseye 即是商标。早在六年前，反光镜头就被来自赫里福郡（Herefordshire）的会计师理查德·霍林斯莫里（Richard Hollins Murray）发明应用于广告标志。肖承认，这启发了他的发明。

## 发展与价值
二战时（1939-1945）的灯火管制，以及当时使用的汽车开合头灯，彰显出了肖的发明的价值，有助于其在英国的大量推广应用。战后，他们得到由詹姆斯·卡拉汉（James Callaghan）和阿瑟·扬爵士（Sir Arthur Young）领导的英国交通委员部的强力支持。 最终，这一发明遍布世界各地。

## 型式
爾後，「貓眼」一詞被廣泛使用，成為「路面反光標記」的代稱。
俗稱的貓眼主要有兩種，一種是以反光片為反光元件，用三角錐狀塑膠或鋁合金製外殼加以保護，稱為「路面反光標記」（Raised pavement marker），可反射水平及垂直方向各約20度左右範圍射來的光線。另一種以玻璃為主要材料製成的「玻璃反光標記」（玻璃反光道釘）（Glass road stud），底座為具有厚度的圓盤狀，全部埋入路面下，露出路面的部分為一個半球形的凸出，可接受水平入射角約為0至5度的入射光線，左右範圍則不受限─360度皆能反光，因此安裝時不需要特別注意方向。
玻璃反光標記看起來外型都非常相似，但有些產品之玻璃材質完全未經強化，或僅達半強化強度，使用時若發生破裂狀況，可能傷及人車，必須格外注意。
後期更發展出可自行發光提供警示的太陽能路面標記：於反光標記內部裝置有太陽能LED，於夜晚時持續發光或閃光，特別提醒駕駛人注意。

## 外部連結
- Reflecting Roadstuds Ltd （页面存档备份，存于） (Shaw's company)
- Reflecting Roadstuds page at the Retroreflective Equipment Manufacturers Association
- Shaw's patent （页面存档备份，存于）
- Cat's eyes website with information about a previous patent application （页面存档备份，存于）
- Cat's eyes: How a pub trip made the world's roads safer （页面存档备份，存于）, BBC